# Australomimetus hartleyensis
Australomimetus hartleyensis là một loài nhện trong họ Mimetidae.
Loài này thuộc chi Australomimetus. Australomimetus hartleyensis được miêu tả năm 1986 bởi Heimer.